# 托尼·范迪彭
托尼·范迪彭（荷蘭語：Tony van Diepen，1996年4月17日—），荷蘭田徑運動員，他代表荷蘭隊參加了日本舉行的2020年夏季奧林匹克運動會，並且在男子4×400米接力比賽上与利马芬·博内法夏，特伦斯·阿加德，拉姆赛·安赫拉獲得銀牌。